# Jean Scandel
Jean Scandel est un acteur français, né le 10 novembre 2004.

## Biographie
Jean Scandel naît sur la Côte d'Azur en 2004.
Il tient le rôle principal, de Paul Caradec dans L'École buissonnière, un film de Nicolas Vanier sorti en octobre 2017. Il y joue aux côtés de François Cluzet, Eric Elmosnino, François Berléand, Laurent Gerra et Valérie Karsenti. Le tournage se tient de début septembre à novembre 2016 en Sologne.
Au Festival international du film de fiction historique 2017, Jean reçoit le prix de la meilleure interprétation masculine.